# Ladies in Retirement
Ladies in Retirement is een Amerikaanse gotische film noir uit 1941 onder regie van Charles Vidor. De film is gebaseerd op het gelijknamig Broadwaytoneelstuk uit 1940 van Reginald Denham en Edward Percy en werd destijds in Nederland uitgebracht onder de titel Het huis in het moeras.

## Verhaal
Ellen Creed werkt als gezelschapsdame van de gepensioneerde Britse actrice Leonora Fiske in een dorpje aan de Theems. Op een dag hoort ze dat haar twee mentaal verwarde zussen Emily en Louisa niet meer welkom zijn in het huis in Londen waar ze wonen vanwege buitensporig gedrag. Met toestemming van Fiske neemt Ellen hen in huis. Fiske weet namelijk niet dat Ellen van plan is om haar zussen permanent te verzorgen in Fiske's huis. Het duurt niet lang voordat Fiske gek wordt van de meisjes, en omdat protest niet mag baten, ontslaat ze Ellen en stuurt haar en de zusjes weg. Ellen vertelt Emily en Louisa dat Fiske het huis verkoopt en permanent vertrekt. Terwijl de meiden op picknick zijn, wurgt ze Fiske.
Niet veel later duikt zwendelaar Albert Feather op, die wordt gezocht door de politie vanwege verduistering en wenst onder te duiken totdat hij op doorsteek naar het buitenland kan gaan. Albert had Fiske al een bezoek gebracht tijdens Ellens reis naar Londen, en kwam er toen achter dat Fiske's kluis verstopt zit in haar oven. Hij probeert de kluis te bereiken, maar ontdekt dat deze al is opengebroken. De volgende dag probeert hij Fiske's schoonmaakster Lucy te verleiden, maar zij schrikt van zijn gedrag en stoot per ongeluk Fiske's beste pruik om. Lucy vraagt zich af waarom Fiske op een langdurige reis zonder deze pruik zou gaan. Er ontstaat nog meer verwarring als Emily aan Albert vertelt dat Ellen haar heeft gezegd dat Fiske haar het huis heeft verkocht, en even later vertellen enkele nonnen die goed omgaan met Fiske dat ze niet wisten dat Fiske zou vertrekken.
Via een brief die is gericht aan Fiske, komt Albert erachter dat Ellen de boel oplicht en zich voordoet aan de bank als Fiske. Hij trekt de conclusie dat zij Fiske heeft vermoord. Diezelfde nacht wordt Ellen wakker van spel op de piano en treft beneden een persoon aan die lijkt op Fiske, waarna ze in angst wegrent. In werkelijkheid was het Lucy, ingehuurd door Albert om de waarheid te ontlokken, die Fiske's pruik en kledij droeg. De volgende ochtend confronteert Albert Ellen met de moord en eist geld om zich stil te houden. Voordat zij hierop kan reageren, worden ze geïnformeerd dat de politie vlakbij is op zoek naar Albert. Albert vlucht, maar wordt gepakt. Ellen besluit om zichzelf aan te geven aan de politie en neemt afscheid van haar zussen.

## Rolverdeling
| Acteur          | Personage      |
| --------------- | -------------- |
| Ida Lupino      | Ellen Creed    |
| Louis Hayward   | Albert Feather |
| Evelyn Keyes    | Lucy           |
| Elsa Lanchester | Emily Creed    |
| Edith Barrett   | Louisa Creed   |
| Isobel Elsom    | Leonora Fiske  |
| Emma Dunn       | Zuster Theresa |
| Queenie Leonard | Zuster Agatha  |
| Clyde Cook      | Bates          |

## Achtergrond
Gilbert Miller was de eigenaar van de rechten van het originele toneelstuk, en wilde niet dat een van zijn stukken zou worden verfilmd. Hij veranderde van gedachten toen hij producent Lester Cowan ontmoette, en gaf uiteindelijk zijn zegen op voorwaarde dat hij de film mocht co-produceren.
Lillian Gish, Judith Anderson, Pauline Lord, Laurette Taylor en Helen Chandler werden overwogen om de rollen van Emily en Louisa op zich te nemen. Rosalind Russell had bovendien interesse om een van de zusjes te spelen. Ida Lupino was 23 jaar oud toen ze werd aangesteld om de 40-jarige Ellen Creed te spelen. Ze was gehuwd met tegenspeler Louis Hayward en werd van Warner Bros. ingehuurd om de rol te vertolken: in haar biografie noemde ze deze haar favoriete filmrol.
De film werd een commercieel succes en kreeg twee Oscarnominaties in de categorieën "Beste Decors" en "Beste Muziek". Hij werd in 1969 opnieuw gemaakt als The Mad Room, met Stella Stevens en Shelley Winters in de hoofdrollen.